# Liste des prisons fédérales aux États-Unis
Les prisons fédérales aux Etats-Unis sont administrées par le Bureau fédéral des prisons.
Cette liste n'inclut pas les prisons militaires, les maisons de transition (en),, ni les prisons et autres établissements gérés par les gouvernements des États ou des autorités locales sous contrat avec le Bureau fédéral des prisons. Cette liste exclut également les installations exploitées par l'Immigration and Customs Enforcement (ICE) .
En 2023, le Bureau fédéral des prisons gérait 122 établissements (en anglais : Institutitions) où sont incarcérés près de 160 000 détenus.

## Pénitenciers des États-Unis (USP)
| Nom de l'établissement                    | Dénomination officielle                                               | Localité         | Etat                 | Région        | H/F    | Catégorie de sécurité   | Ref.   |
| ----------------------------------------- | --------------------------------------------------------------------- | ---------------- | -------------------- | ------------- | ------ | ----------------------- | ------ |
| Pénitencier fédéral d'Allenwood           | United States Penitentiary, Allenwood                                 | Allenwood        | Pennsylvanie         | Northeast     | Hommes | Haute                   | [ 3 ]  |
| Pénitencier fédéral d'Atlanta             | United States Penitentiary, Atlanta                                   | Atlanta          | Géorgie              | Southeast     | Hommes | Faible                  | [ 4 ]  |
| Pénitencier fédéral d'Atwater (en)        | United States Penitentiary, Atwater                                   | Atwater          | Californie           | Western       | Hommes | Haute                   | [ 5 ]  |
| Pénitencier fédéral de Beaumont           | United States Penitentiary, Beaumont                                  | Beaumont         | Texas                | South Central | Hommes | Haute                   | [ 6 ]  |
| Pénitencier fédéral de Big Sandy (en)     | United States Penitentiary, Big Sandy                                 | Inez             | Kentucky             | Mid-Atlantic  | Hommes | Haute                   | [ 7 ]  |
| Pénitencier fédéral de Canaan (en)        | United States Penitentiary, Canaan                                    | Waymart          | Pennsylvanie         | Northeast     | Hommes | Haute                   | [ 8 ]  |
| Pénitencier fédéral de Coleman (en)       | United States Penitentiary, Coleman                                   | Sumterville (en) | Floride              | Southeast     | Hommes | Haute                   | [ 9 ]  |
| ADX Florence                              | United States Penitentiary, Administrative Maximum Facility, Florence | Florence         | Colorado             | North Central | Hommes | Administratif (Maximum) | [ 10 ] |
| Pénitencier fédéral de Florence High (en) | United States Penitentiary, Florence High                             | Florence         | Colorado             | North Central | Hommes | Haute                   | [ 11 ] |
| Pénitencier fédéral de Hazelton (en)      | United States Penitentiary, Hazelton                                  | Bruceton Mills   | Virginie-Occidentale | Mid-Atlantic  | Hommes | Haute                   | [ 12 ] |
| Pénitencier fédéral de Leavenworth        | United States Penitentiary, Leavenworth                               | Leavenworth      | Kansas               | North Central | Hommes | Moyenne                 | [ 13 ] |
| Pénitencier fédéral de Lee (en)           | United States Penitentiary, Lee                                       | Pennington Gap   | Virginie             | Mid-Atlantic  | Hommes | Haute                   | [ 14 ] |
| Pénitencier fédéral de Lewisburg          | United States Penitentiary, Lewisburg                                 | Lewisburg        | Pennsylvanie         | Northeast     | Hommes | Moyenne                 | [ 15 ] |
| Pénitencier fédéral de Lompoc (en)        | United States Penitentiary, Lompoc                                    | Lompoc           | Californie           | Western       | Hommes | Moyenne                 | [ 16 ] |
| Pénitencier fédéral de Marion (en)        | United States Penitentiary, Marion                                    | Marion           | Illinois             | North Central | Hommes | Moyenne                 | [ 17 ] |
| Pénitencier fédéral de McCreary (en)      | United States Penitentiary, McCreary                                  | Pine Knot (en)   | Kentucky             | Mid-Atlantic  | Hommes | Haute                   | [ 18 ] |
| Pénitencier fédéral de Pollock            | United States Penitentiary, Pollock                                   | Pollock          | Louisiane            | South Central | Hommes | Haute                   | [ 19 ] |
| Pénitencier fédéral de Terre Haute        | United States Penitentiary, Terre Haute                               | Terre Haute      | Indiana              | North Central | Hommes | Haute                   | [ 20 ] |
| Pénitencier fédéral de Thomson (en)       | United States Penitentiary, Thomson                                   | Thomson          | Illinois             | North Central | Hommes | Haute                   | [ 21 ] |
| Pénitencier fédéral de Tucson (en)        | United States Penitentiary, Tucson                                    | Tucson           | Arizona              | Western       | Hommes | Haute                   | [ 22 ] |
| Pénitencier fédéral de Victorville (en)   | United States Penitentiary, Victorville                               | Victorville      | Californie           | Western       | Hommes | Haute                   | [ 23 ] |
| Pénitencier fédéral de Yazoo City (en)    | United States Penitentiary, Yazoo City                                | Yazoo City       | Mississippi          | Southeast     | Hommes | Haute                   | [ 24 ] |

## Institutions correctionnelles fédérales
| Nom                                                                | Dénomination officielle                                 | Localité         | État                 | Région        | H/F    | Ref.   |
| ------------------------------------------------------------------ | ------------------------------------------------------- | ---------------- | -------------------- | ------------- | ------ | ------ |
| Institution correctionnelle fédérale d'Aliceville (en)             | Federal Correctional Institution, Aliceville            | Aliceville       | Alabama              | Southeast     | Femmes | [ 25 ] |
| Institution correctionnelle fédérale d'Allenwood Low (en)          | Federal Correctional Institution, Allenwood Low         | Allenwood        | Pennsylvanie         | Northeast     | Hommes | [ 26 ] |
| Institution correctionnelle fédérale d'Allenwood Medium (en)       | Federal Correctional Institution, Allenwood Medium      | Allenwood        | Pennsylvanie         | Northeast     | Hommes | [ 27 ] |
| Institution correctionnelle fédérale d'Ashland (en)                | Federal Correctional Institution, Ashland               | Ashland          | Kentucky             | Mid-Atlantic  | Hommes | [ 28 ] |
| Institution correctionnelle fédérale de Bastrop (en)               | Federal Correctional Institution, Bastrop               | Bastrop          | Texas                | South Central | Hommes | [ 29 ] |
| Institution correctionnelle fédérale de Beaumont Low (en)          | Federal Correctional Institution, Beaumont Low          | Beaumont         | Texas                | South Central | Hommes | [ 30 ] |
| Institution correctionnelle fédérale de Beaumont Medium (en)       | Federal Correctional Institution, Beaumont Medium       | Beaumont         | Texas                | South Central | Hommes | [ 31 ] |
| Institution correctionnelle fédérale de Beckley (en)               | Federal Correctional Institution, Beckley               | Beckley          | Virginie-Occidentale | Mid-Atlantic  | Hommes | [ 32 ] |
| Institution correctionnelle fédérale de Bennettsville (en)         | Federal Correctional Institution, Bennettsville         | Bennettsville    | Caroline du Sud      | Southeast     | Hommes | [ 33 ] |
| Institution correctionnelle fédérale de Berlin (en)                | Federal Correctional Institution, Berlin                | Berlin           | New Hampshire        | Northeast     | Hommes | [ 34 ] |
| Institution correctionnelle fédérale de Big Spring (en)            | Federal Correctional Institution, Big Spring            | Big Spring       | Texas                | South Central | Hommes | [ 35 ] |
| Institution correctionnelle fédérale de Butner Low                 | Federal Correctional Institution, Butner Low            | Butner           | Caroline du Nord     | Mid-Atlantic  | Hommes | [ 36 ] |
| Institution correctionnelle fédérale de Butner Medium I            | Federal Correctional Institution, Butner Medium I       | Butner           | Caroline du Nord     | Mid-Atlantic  | Hommes | [ 37 ] |
| Institution correctionnelle fédérale de Butner Medium II           | Federal Correctional Institution, Butner Medium II      | Butner           | Caroline du Nord     | Mid-Atlantic  | Hommes | [ 38 ] |
| Institution correctionnelle fédérale de Coleman Low (en)           | Federal Correctional Institution, Coleman Low           | Sumterville (en) | Floride              | Southeast     | Mixte  | [ 39 ] |
| Institution correctionnelle fédérale de Coleman Medium (en)        | Federal Correctional Institution, Coleman Medium        | Sumterville (en) | Floride              | Southeast     | Hommes | [ 40 ] |
| Institution correctionnelle fédérale de Cumberland (en)            | Federal Correctional Institution, Cumberland            | Cumberland       | Maryland             | Mid-Atlantic  | Hommes | [ 41 ] |
| Institution correctionnelle fédérale de Danbury                    | Federal Correctional Institution, Danbury               | Danbury          | Connecticut          | Northeast     | Mixte  | [ 42 ] |
| Institution correctionnelle fédérale de Dublin                     | Federal Correctional Institution, Dublin                | Dublin           | Californie           | Western       | Femmes | [ 43 ] |
| Institution correctionnelle fédérale d'Edgefield (en)              | Federal Correctional Institution, Edgefield             | Edgefield        | Caroline du Sud      | Southeast     | Hommes | [ 44 ] |
| Institution correctionnelle fédérale d'El Reno                     | Federal Correctional Institution, El Reno               | El Reno          | Oklahoma             | South Central | Hommes | [ 45 ] |
| Institution correctionnelle fédérale d'Elkton (en)                 | Federal Correctional Institution, Elkton                | Lisbon           | Ohio                 | Northeast     | Hommes | [ 46 ] |
| Institution correctionnelle fédérale d'Englewood (en)              | Federal Correctional Institution, Englewood             | Englewood        | Colorado             | North Central | Hommes | [ 47 ] |
| Institution correctionnelle fédérale d'Estill (en)                 | Federal Correctional Institution, Estill                | Estill           | Caroline du Sud      | Southeast     | Hommes | [ 48 ] |
| Institution correctionnelle fédérale de Fairton (en)               | Federal Correctional Institution, Fairton               | Fairton          | New Jersey           | Northeast     | Hommes | [ 49 ] |
| Institution correctionnelle fédérale de Florence (en)              | Federal Correctional Institution, Florence              | Florence         | Colorado             | North Central | Hommes | [ 50 ] |
| Institution correctionnelle fédérale de Forrest City Low (en)      | Federal Correctional Institution, Forrest City Low      | Forrest City     | Arkansas             | South Central | Hommes | [ 51 ] |
| Institution correctionnelle fédérale de Forrest City Medium (en)   | Federal Correctional Institution, Forrest City Medium   | Forrest City     | Arkansas             | South Central | Hommes | [ 52 ] |
| Institution correctionnelle fédérale de Fort Dix (en)              | Federal Correctional Institution, Fort Dix              | Fort Dix         | New Jersey           | Northeast     | Hommes | [ 53 ] |
| Institution correctionnelle fédérale de Gilmer (en)                | Federal Correctional Institution, Gilmer                | Glenville        | Virginie-Occidentale | Mid-Atlantic  | Hommes | [ 54 ] |
| Institution correctionnelle fédérale de Greenville                 | Federal Correctional Institution, Greenville            | Greenville       | Illinois             | North Central | Mixte  | [ 55 ] |
| Institution correctionnelle fédérale de Hazelton (en)              | Federal Correctional Institution, Hazelton              | Bruceton Mills   | Virginie-Occidentale | Mid-Atlantic  | Mixte  | [ 56 ] |
| Institution correctionnelle fédérale de Herlong (en)               | Federal Correctional Institution, Herlong               | Herlong          | Californie           | Western       | Hommes | [ 57 ] |
| Institution correctionnelle fédérale de Jesup (en)                 | Federal Correctional Institution, Jesup                 | Jesup            | Géorgie              | Southeast     | Hommes | [ 58 ] |
| Institution correctionnelle fédérale de La Tuna (en)               | Federal Correctional Institution, La Tuna               | Anthony          | Texas                | South Central | Hommes | [ 59 ] |
| Institution correctionnelle fédérale de Lompoc (en)                | Federal Correctional Institution, Lompoc                | Lompoc           | Californie           | Western       | Hommes | [ 60 ] |
| Institution correctionnelle fédérale de Loretto (en)               | Federal Correctional Institution, Loretto               | Loretto          | Pennsylvanie         | Northeast     | Hommes | [ 61 ] |
| Institution correctionnelle fédérale de Manchester (en)            | Federal Correctional Institution, Manchester            | Manchester       | Kentucky             | Mid-Atlantic  | Hommes | [ 62 ] |
| Institution correctionnelle fédérale de Marianna (en)              | Federal Correctional Institution, Marianna              | Marianna         | Floride              | Southeast     | Mixte  | [ 63 ] |
| Institution correctionnelle fédérale de McDowell (en)              | Federal Correctional Institution, McDowell              | Welch            | Virginie-Occidentale | Mid-Atlantic  | Hommes | [ 64 ] |
| Institution correctionnelle fédérale de McKean (en)                | Federal Correctional Institution, McKean                | Lewis Run        | Pennsylvanie         | Northeast     | Hommes | [ 65 ] |
| Institution correctionnelle fédérale de Memphis (en)               | Federal Correctional Institution, Memphis               | Memphis          | Tennessee            | Mid-Atlantic  | Hommes | [ 66 ] |
| Institution correctionnelle fédérale de Mendota (en)               | Federal Correctional Institution, Mendota               | Mendota          | Californie           | Western       | Hommes | [ 67 ] |
| Institution correctionnelle fédérale de Miami (en)                 | Federal Correctional Institution, Miami                 | Miami            | Floride              | Southeast     | Hommes | [ 68 ] |
| Institution correctionnelle fédérale de Milan (en)                 | Federal Correctional Institution, Milan                 | Milan            | Michigan             | North Central | Hommes | [ 69 ] |
| Institution correctionnelle fédérale de Morgantown (en)            | Federal Correctional Institution, Morgantown            | Morgantown       | Virginie-Occidentale | Mid-Atlantic  | Hommes | [ 70 ] |
| Institution correctionnelle fédérale d'Oakdale I (en)              | Federal Correctional Institution, Oakdale I             | Oakdale          | Louisiane            | South Central | Hommes | [ 71 ] |
| Institution correctionnelle fédérale d'Oakdale II (en)             | Federal Correctional Institution, Oakdale II            | Oakdale          | Louisiane            | South Central | Hommes | [ 72 ] |
| Institution correctionnelle fédérale d'Otisville (en)              | Federal Correctional Institution, Otisville             | Otisville        | New York             | Northeast     | Hommes | [ 73 ] |
| Institution correctionnelle fédérale d'Oxford (en)                 | Federal Correctional Institution, Oxford                | Oxford           | Wisconsin            | North Central | Hommes | [ 74 ] |
| Institution correctionnelle fédérale de Pekin (en)                 | Federal Correctional Institution, Pekin                 | Pekin            | Illinois             | North Central | Mixte  | [ 75 ] |
| Institution correctionnelle fédérale de Petersburg Low (en)        | Federal Correctional Institution, Petersburg Low        | Petersburg       | Virginie             | Mid-Atlantic  | Hommes | [ 76 ] |
| Institution correctionnelle fédérale de Petersburg Medium (en)     | Federal Correctional Institution, Petersburg Medium     | Petersburg       | Virginie             | Mid-Atlantic  | Hommes | [ 77 ] |
| Institution correctionnelle fédérale de Phoenix (en)               | Federal Correctional Institution, Phoenix               | Phoenix          | Arizona              | Western       | Mixte  | [ 78 ] |
| Institution correctionnelle fédérale de Pollock (en)               | Federal Correctional Institution, Pollock               | Pollock          | Louisiane            | South Central | Hommes | [ 79 ] |
| Institution correctionnelle fédérale de Ray Brook (en)             | Federal Correctional Institution, Ray Brook             | Ray Brook (en)   | New York             | Northeast     | Hommes | [ 80 ] |
| Institution correctionnelle fédérale de Safford (en)               | Federal Correctional Institution, Safford               | Safford          | Arizona              | Western       | Hommes | [ 81 ] |
| Institution correctionnelle fédérale de Sandstone (en)             | Federal Correctional Institution, Sandstone             | Sandstone        | Minnesota            | North Central | Hommes | [ 82 ] |
| Institution correctionnelle fédérale de Schuylkill (en)            | Federal Correctional Institution, Schuylkill            | Minersville      | Pennsylvanie         | Northeast     | Hommes | [ 83 ] |
| Institution correctionnelle fédérale de Seagoville (en)            | Federal Correctional Institution, Seagoville            | Seagoville       | Texas                | South Central | Hommes | [ 84 ] |
| Institution correctionnelle fédérale de Sheridan (en)              | Federal Correctional Institution, Sheridan              | Sheridan         | Oregon               | Western       | Hommes | [ 85 ] |
| Institution correctionnelle fédérale de Talladega (en)             | Federal Correctional Institution, Talladega             | Talladega        | Alabama              | Southeast     | Hommes | [ 86 ] |
| Institution correctionnelle fédérale de Tallahassee (en)           | Federal Correctional Institution, Tallahassee           | Tallahassee      | Floride              | Southeast     | Mixte  | [ 87 ] |
| Institution correctionnelle fédérale de Terminal Island            | Federal Correctional Institution, Terminal Island       | San Pedro        | Californie           | Western       | Hommes | [ 88 ] |
| Institution correctionnelle fédérale de Terre Haute (en)           | Federal Correctional Institution, Terre Haute           | Terre Haute      | Indiana              | North Central | Hommes | [ 89 ] |
| Institution correctionnelle fédérale de Texarkana (en)             | Federal Correctional Institution, Texarkana             | Texarkana        | Texas                | South Central | Hommes | [ 90 ] |
| Institution correctionnelle fédérale de Three Rivers (en)          | Federal Correctional Institution, Three Rivers          | Three Rivers     | Texas                | South Central | Hommes | [ 91 ] |
| Institution correctionnelle fédérale de Tucson (en)                | Federal Correctional Institution, Tucson                | Tucson           | Arizona              | Western       | Mixte  | [ 92 ] |
| Institution correctionnelle fédérale de Victorville Medium I (en)  | Federal Correctional Institution, Victorville Medium I  | Victorville      | Californie           | Western       | Hommes | [ 93 ] |
| Institution correctionnelle fédérale de Victorville Medium II (en) | Federal Correctional Institution, Victorville Medium II | Victorville      | Californie           | Western       | Hommes | [ 94 ] |
| Institution correctionnelle fédérale de Waseca (en)                | Federal Correctional Institution, Waseca                | Waseca           | Minnesota            | North Central | Femmes | [ 95 ] |
| Institution correctionnelle fédérale de Williamsburg (en)          | Federal Correctional Institution, Williamsburg          | Salters (en)     | Caroline du Sud      | Southeast     | Hommes | [ 96 ] |
| Institution correctionnelle fédérale de Yazoo City Low (en)        | Federal Correctional Institution, Yazoo City Low        | Yazoo City       | Mississippi          | Southeast     | Hommes | [ 97 ] |
| Institution correctionnelle fédérale de Yazoo City Medium (en)     | Federal Correctional Institution, Yazoo City Medium     | Yazoo City       | Mississippi          | Southeast     | Hommes | [ 98 ] |

## Camps fédéraux de prisonniers
| Nom                                            | Dénomination officielle         | Localité   | État                 | Région        | H/F    | Ref.    |
| ---------------------------------------------- | ------------------------------- | ---------- | -------------------- | ------------- | ------ | ------- |
| Camp fédéral de prisonniers d'Alderson (en)    | Federal Prison Camp, Alderson   | Alderson   | Virginie-Occidentale | Mid-Atlantic  | Femmes | [ 99 ]  |
| Camp fédéral de prisonniers de Bryan (en)      | Federal Prison Camp, Bryan      | Bryan      | Texas                | South Central | Femmes | [ 100 ] |
| Camp fédéral de prisonniers de Duluth (en)     | Federal Prison Camp, Duluth     | Duluth     | Minnesota            | North Central | Hommes | [ 101 ] |
| Camp fédéral de prisonniers de Florence        | Federal Prison Camp, Florence   | Florence   | Colorado             | North Central | Hommes |         |
| Camp fédéral de prisonniers de Montgomery (en) | Federal Prison Camp, Montgomery | Montgomery | Alabama              | Southeast     | Hommes | [ 102 ] |
| Camp fédéral de prisonniers de Pensacola (en)  | Federal Prison Camp, Pensacola  | Pensacola  | Floride              | Southeast     | Hommes | [ 103 ] |
| Camp fédéral de prisonniers de Yankton (en)    | Federal Prison Camp, Yankton    | Yankton    | Dakota du Sud        | North Central | Hommes | [ 104 ] |

## Établissements administratifs
| Nom                                                                   | Dénomination officielle                                               | Localité      | État             | Région        | H/F    | Ref.    |
| --------------------------------------------------------------------- | --------------------------------------------------------------------- | ------------- | ---------------- | ------------- | ------ | ------- |
| Centre de détention fédéral d'Honolulu                                | Federal Detention Center, Honolulu                                    | Honolulu      | Hawaï            | Western       | Mixte  | [ 105 ] |
| Centre de détention fédéral de Houston (en)                           | Federal Detention Center, Houston                                     | Houston       | Texas            | South Central | Mixte  | [ 106 ] |
| Centre de détention fédéral de Miami (en)                             | Federal Detention Center, Miami                                       | Miami         | Floride          | Southeast     | Mixte  | [ 107 ] |
| Centre de détention fédéral de Philadelphie (en)                      | Federal Detention Center, Philadelphie                                | Philadelphie  | Pennsylvanie     | Northeast     | Mixte  | [ 108 ] |
| Centre de détention fédéral de SeaTac (en)                            | Federal Detention Center, SeaTac                                      | SeaTac        | Washington       | Western       | Mixte  | [ 109 ] |
| Centre de détention fédéral de Butner (en)                            | Federal Detention Center, Butner                                      | Butner        | Caroline du Nord | Mid-Atlantic  | Hommes | [ 110 ] |
| Centre de détention fédéral de Carswell (en)                          | Federal Detention Center, Carswell                                    | Fort Worth    | Texas            | South Central | Femmes | [ 111 ] |
| Centre de détention fédéral de Devens (en)                            | Federal Detention Center, Devens                                      | Ayer          | Massachusetts    | Northeast     | Hommes | [ 112 ] |
| Centre de détention fédéral de Fort Worth (en)                        | Federal Detention Center, Fort Worth                                  | Fort Worth    | Texas            | South Central | Hommes | [ 113 ] |
| ADX Florence                                                          | United States Penitentiary, Administrative Maximum Facility, Florence | Florence      | Colorado         | North Central | Hommes | [ 10 ]  |
| Centre de détention fédéral de Lexington (en)                         | Federal Detention Center, Lexington                                   | Lexington     | Kentucky         | Mid-Atlantic  | Mixte  | [ 114 ] |
| Centre de détention fédéral de Rochester (en)                         | Federal Detention Center, Rochester                                   | Rochester     | Minnesota        | North Central | Hommes | [ 115 ] |
| Centre fédéral de transfert d'Oklahoma City (en)                      | Federal Transfer Center, Oklahoma City                                | Oklahoma City | Oklahoma         | South Central | Mixte  | [ 116 ] |
| Centre médical pour prisonniers fédéraux des Etats-Unis               | United States Medical Center for Federal Prisoners                    | Springfield   | Missouri         | North Central | Hommes | [ 117 ] |
| Centre correctionnel métropolitain de Chicago                         | Metropolitan Correctional Center, Chicago                             | Chicago       | Illinois         | North Central | Mixte  | [ 118 ] |
| Centre correctionnel métropolitain de New York (temporairement fermé) | Metropolitan Correctional Center, New York                            | New York      | New York         | Northeast     | Mixte  | [ 119 ] |
| Centre correctionnel métropolitain de San Diego (en)                  | Metropolitan Correctional Center, San Diego                           | San Diego     | Californie       | Western       | Mixte  | [ 120 ] |
| Centre de détention métropolitain de Brooklyn                         | Metropolitan Detention Center, Brooklyn                               | Brooklyn      | New York         | Northeast     | Mixte  | [ 121 ] |
| Centre de détention métropolitain de Guaynabo (en)                    | Metropolitan Detention Center, Guaynabo                               | Guaynabo      | Porto Rico       | Southeast     | Mixte  | [ 122 ] |
| Centre de détention métropolitain de Los Angeles (en)                 | Metropolitan Detention Center, Los Angeles                            | Los Angeles   | Californie       | Western       | Mixte  | [ 123 ] |

## Complexes correctionnels fédéraux
| Nom                                                                  | Dénomination officielle                                               | Localité         | État             | Région        | H/F    | Catégorie de sécurité   | Ref.    |
| -------------------------------------------------------------------- | --------------------------------------------------------------------- | ---------------- | ---------------- | ------------- | ------ | ----------------------- | ------- |
| Complexe correctionnel fédéral d'Allenwood                           | Federal Correctional Complex, Allenwood                               | Allenwood        | Pennsylvanie     | Northeast     |        |                         |         |
| - Pénitencier fédéral d'Allenwood                                    | United States Penitentiary, Allenwood                                 | Allenwood        | Pennsylvanie     | Northeast     | Hommes | Haute                   | [ 3 ]   |
| - Institution correctionnelle fédérale d'Allenwood Low (en)          | Federal Correctional Institution, Allenwood Low                       | Allenwood        | Pennsylvanie     | Northeast     | Hommes | Faible                  | [ 26 ]  |
| - Institution correctionnelle fédérale d'Allenwood Medium (en)       | Federal Correctional Institution, Allenwood Medium                    | Allenwood        | Pennsylvanie     | Northeast     | Hommes | Moyenne                 | [ 27 ]  |
| Complexe correctionnel fédéral de Beaumont (en)                      | Federal Correctional Complex, Beaumont                                | Beaumont         | Texas            | South Central |        |                         |         |
| - Pénitencier fédéral de Beaumont                                    | United States Penitentiary, Beaumont                                  | Beaumont         | Texas            | South Central | Hommes | Haute                   | [ 6 ]   |
| - Institution correctionnelle fédérale de Beaumont Low (en)          | Federal Correctional Institution, Beaumont Low                        | Beaumont         | Texas            | South Central | Hommes | Faible                  | [ 30 ]  |
| - Institution correctionnelle fédérale de Beaumont Medium (en)       | Federal Correctional Institution, Beaumont Medium                     | Beaumont         | Texas            | South Central | Hommes | Moyenne                 | [ 31 ]  |
| Complexe correctionnel fédéral de Butner                             | Federal Correctional Complex, Butner                                  | Butner           | Caroline du Nord | Mid-Atlantic  |        |                         |         |
| - Institution correctionnelle fédérale de Butner Low                 | Federal Correctional Institution, Butner Low                          | Butner           | Caroline du Nord | Mid-Atlantic  | Hommes | Faible                  | [ 36 ]  |
| - Institution correctionnelle fédérale de Butner Medium I            | Federal Correctional Institution, Butner Medium I                     | Butner           | Caroline du Nord | Mid-Atlantic  | Hommes | Moyenne                 | [ 37 ]  |
| - Institution correctionnelle fédérale de Butner Medium II           | Federal Correctional Institution, Butner Medium II                    | Butner           | Caroline du Nord | Mid-Atlantic  | Hommes | Moyenne                 | [ 38 ]  |
| - Centre de détention fédéral de Butner (en)                         | Federal Detention Center, Butner                                      | Butner           | Caroline du Nord | Mid-Atlantic  | Hommes | Administratif           | [ 110 ] |
| Complexe correctionnel fédéral de Coleman (en)                       | Federal Correctional Complex, Coleman                                 | Sumterville (en) | Floride          | Southeast     |        |                         |         |
| - Pénitencier fédéral de Coleman (en)                                | United States Penitentiary, Coleman                                   | Sumterville (en) | Floride          | Southeast     | Hommes | Haute                   | [ 9 ]   |
| - Institution correctionnelle fédérale de Coleman Low (en)           | Federal Correctional Institution, Coleman Low                         | Sumterville (en) | Floride          | Southeast     | Mixte  | Faible                  | [ 39 ]  |
| - Institution correctionnelle fédérale de Coleman Medium (en)        | Federal Correctional Institution, Coleman Medium                      | Sumterville (en) | Floride          | Southeast     | Hommes | Moyenne                 | [ 40 ]  |
| Complexe correctionnel fédéral de Florence (en)                      | Federal Correctional Complex, Florence                                | Florence         | Colorado         | North Central |        |                         |         |
| - ADX Florence                                                       | United States Penitentiary, Administrative Maximum Facility, Florence | Florence         | Colorado         | North Central | Hommes | Administratif (Maximum) | [ 10 ]  |
| - Pénitencier fédéral de Florence High (en)                          | United States Penitentiary, Florence High                             | Florence         | Colorado         | North Central | Hommes | Haute                   | [ 11 ]  |
| - Institution correctionnelle fédérale de Florence (en)              | Federal Correctional Institution, Florence                            | Florence         | Colorado         | North Central | Hommes | Moyenne                 | [ 50 ]  |
| - Camp fédéral de prisonniers de Florence                            | Federal Prison Camp, Florence                                         | Florence         | Colorado         | North Central | Hommes | Faible                  |         |
| Complexe correctionnel fédéral de Forrest City (en)                  | Federal Correctional Complex, Forrest City                            | Forrest City     | Arkansas         | South Central |        |                         |         |
| - Institution correctionnelle fédérale de Forrest City Low (en)      | Federal Correctional Institution, Forrest City Low                    | Forrest City     | Arkansas         | South Central | Hommes | Faible                  | [ 51 ]  |
| - Institution correctionnelle fédérale de Forrest City Medium (en)   | Federal Correctional Institution, Forrest City Medium                 | Forrest City     | Arkansas         | South Central | Hommes | Moyenne                 | [ 52 ]  |
| Complexe correctionnel fédéral de Lompoc (en)                        | Federal Correctional Complex, Lompoc                                  | Lompoc           | Californie       | Western       |        |                         |         |
| - Pénitencier fédéral de Lompoc (en)                                 | United States Penitentiary, Lompoc                                    | Lompoc           | Californie       | Western       | Hommes | Moyenne                 | [ 16 ]  |
| - Institution correctionnelle fédérale de Lompoc (en)                | Federal Correctional Institution, Lompoc                              | Lompoc           | Californie       | Western       | Hommes | Faible                  | [ 60 ]  |
| Complexe correctionnel fédéral de Petersburg (en)                    | Federal Correctional Complex, Petersburg                              | Petersburg       | Virginie         | Mid-Atlantic  |        |                         |         |
| - Institution correctionnelle fédérale de Petersburg Low (en)        | Federal Correctional Institution, Petersburg Low                      | Petersburg       | Virginie         | Mid-Atlantic  | Hommes | Faible                  | [ 76 ]  |
| - Institution correctionnelle fédérale de Petersburg Medium (en)     | Federal Correctional Institution, Petersburg Medium                   | Petersburg       | Virginie         | Mid-Atlantic  | Hommes | Moyenne                 | [ 77 ]  |
| Complexe correctionnel fédéral de Pollock (en)                       | Federal Correctional Complex, Pollock                                 | Pollock          | Louisiane        | South Central |        |                         |         |
| - Pénitencier fédéral de Pollock                                     | United States Penitentiary, Pollock                                   | Pollock          | Louisiane        | South Central | Hommes | Haute                   | [ 19 ]  |
| - Institution correctionnelle fédérale de Pollock (en)               | Federal Correctional Institution, Pollock                             | Pollock          | Louisiane        | South Central | Hommes | Moyenne                 | [ 79 ]  |
| Complexe correctionnel fédéral de Terre Haute (en)                   | Federal Correctional Complex, Terre Haute                             | Terre Haute      | Indiana          | North Central |        |                         |         |
| - Pénitencier fédéral de Terre Haute                                 | United States Penitentiary, Terre Haute                               | Terre Haute      | Indiana          | North Central | Hommes | Haute                   | [ 20 ]  |
| - Institution correctionnelle fédérale de Terre Haute (en)           | Federal Correctional Institution, Terre Haute                         | Terre Haute      | Indiana          | North Central | Hommes | Moyenne                 | [ 89 ]  |
| Complexe correctionnel fédéral de Tucson (en)                        | Federal Correctional Complex, Tucson                                  | Tucson           | Arizona          | Western       |        |                         |         |
| - Pénitencier fédéral de Tucson (en)                                 | United States Penitentiary, Tucson                                    | Tucson           | Arizona          | Western       | Hommes | Haute                   | [ 22 ]  |
| - Institution correctionnelle fédérale de Tucson (en)                | Federal Correctional Institution, Tucson                              | Tucson           | Arizona          | Western       | Mixte  | Moyenne                 | [ 92 ]  |
| Complexe correctionnel fédéral de Victorville (en)                   | Federal Correctional Complex, Victorville                             | Victorville      | Californie       | Western       |        |                         |         |
| - Pénitencier fédéral de Victorville (en)                            | United States Penitentiary, Victorville                               | Victorville      | Californie       | Western       | Hommes | Haute                   | [ 23 ]  |
| - Institution correctionnelle fédérale de Victorville Medium I (en)  | Federal Correctional Institution, Victorville Medium I                | Victorville      | Californie       | Western       | Hommes | Moyenne                 | [ 93 ]  |
| - Institution correctionnelle fédérale de Victorville Medium II (en) | Federal Correctional Institution, Victorville Medium II               | Victorville      | Californie       | Western       | Hommes | Moyenne                 | [ 94 ]  |
| Complexe correctionnel fédéral de Yazoo City (en)                    | Federal Correctional Complex, Yazoo City                              | Yazoo City       | Mississippi      | Southeast     |        |                         |         |
| - Pénitencier fédéral de Yazoo City (en)                             | United States Penitentiary, Yazoo City                                | Yazoo City       | Mississippi      | Southeast     | Hommes | Haute                   | [ 24 ]  |
| - Institution correctionnelle fédérale de Yazoo City Low (en)        | Federal Correctional Institution, Yazoo City Low                      | Yazoo City       | Mississippi      | Southeast     | Hommes | Faible                  | [ 97 ]  |
| - Institution correctionnelle fédérale de Yazoo City Medium (en)     | Federal Correctional Institution, Yazoo City Medium                   | Yazoo City       | Mississippi      | Southeast     | Hommes | Moyenne                 | [ 98 ]  |

## Anciens établissements fédéraux
Cette liste énumère les établissements qui relevaient du Bureau fédéral des prisons avant leur fermeture.
| Nom                                               | Dénomination officielle                     | Localité       | État             | Année de fermeture |
| ------------------------------------------------- | ------------------------------------------- | -------------- | ---------------- | ------------------ |
| Prison fédéral de Camp Columbia (en)              | Camp Columbia Federal Prison                |                | Washington       | 1947               |
| Maison de correction fédérale de Chillicothe (en) | Chillicothe Federal Reformatory             | Chillicothe    | Ohio             | c. 1950s           |
| Camp d'honneur fédéral de Catalina                | Catalina Federal Honor Camp                 |                | Arizona          | 1951               |
| Pénitencier fédéral d'Alcatraz                    | United States Penitentiary, Alcatraz Island | Île d'Alcatraz | Californie       | 1963               |
| Pénitencier fédéral de l'île McNeil               | United States Penitentiary, McNeil Island   | Île McNeil     | Washington       | 1982               |
| Camp fédéral de prisonniers d'Eglin (en)          | Federal Prison Camp, Eglin                  |                | Floride          | 2006               |
| Camp fédéral de prisonniers de Nellis (en)        | Federal Prison Camp, Nellis                 |                | Nevada           | 2005               |
| Camp fédéral de prisonniers de Boron (en)         | Federal Prison Camp, Boron                  |                | Californie       | 2000               |
| Camp fédéral de prisonniers de Boron (en)         | Federal Prison Camp, Seymour Johnson        |                | Caroline du Nord | 2005               |